# Hexatoma klapperichiana
Hexatoma klapperichiana är en tvåvingeart som beskrevs av Alexander 1957. Hexatoma klapperichiana ingår i släktet Hexatoma och familjen småharkrankar.
Artens utbredningsområde är Afghanistan. Inga underarter finns listade i Catalogue of Life.